# Division I i ishockey 1960/1961
Division I i ishockey 1960/1961 var den sjuttonde säsongen med division I som högsta serie inom ishockeyn i Sverige. Serien bestod av sexton lag indelade i två grupper som båda spelades som dubbelserier om fjorton omgångar. Det betydde att alla lag möttes två gånger, en gång hemma och en gång borta. De två främsta lagen i varje grupp var kvalificerade för fortsatt spel i mästerskapsserien om titeln svenska mästare. De två sämsta lagen flyttades ner till Division II.
Djurgårdens IF stärkte sin ställning som det dominerande laget inom svensk ishockey genom att vinna sin fjärde raka SM-titel. I seriespelet i den södra gruppen var Djurgården aldrig hotat utan spelade 14 omgångar utan att förlora ett enda poäng. Andraplatsen vanns av lite sensationellt av Västerås framför det rutinerade storlaget Södertälje. Grums och Gais (från Göteborg) flyttades ner till Division II.
Den norra gruppen bjöd på mer spänning. Fortfarande när bara några omgångar återstod hade fem lag möjlighet att mästerskapsserien. I det läget kunde Skellefteå dra ifrån med några poäng medan Leksand och Wifsta/Östrand fick göra upp om andraplatsen. Säsongen var trots det ett genombrott för Wifsta/Östrand som visade att de var et av topplagen genom segrar mot bl.a. Leksand och Gävle. Stockholmslaget Hammarby och Örnsköldsvikslaget Alfredshem placerade sig på de två sista platserna och flyttades ner till division II.
Under säsongen fördes en debatt om seriesystemet. De framfördes bl.a. att Sverige inte hade 16 topplag som platsade i högsta serien. Skillnaden mellan lagen var för stora och för många matcher ointressanta. Förslag framfördes på att högsta serien skulle har 6, 10 eller 12 lag. I maj 1961 kom en färdig utredning som föreslog att man behöll 16 lag i två grupper. Man menade att fler allsvenska lag skulle innebära fler konstfrusna rinkar som gick ihop ekonomiskt. Grupperna skulle vara indelade geografiskt för att hålla resekostnaderna nere och spelas som dubbelserier (alla lag möts två gånger, en gång hemma en gång borta). Mästerskapsserien föreslogs göras om till en ny "elitserie" där de fyra främsta lagen från varje grupp möts i en enkelserie om SM–titeln. För att förlänga säsongen för de lag som inte kvalificerar sig till den nya SM-serien föreslogs en kvalificeringsserie för att kunna utnyttja de konstfrusna banorna hela säsongen ut.

## Division I Norra
| Nr | Lag                | S  | V  | O | F  | GM | IM | MS  | P  |
| -- | ------------------ | -- | -- | - | -- | -- | -- | --- | -- |
| 1  | Skellefteå AIK     | 14 | 10 | 1 | 3  | 69 | 38 | +31 | 21 |
| 2  | Leksands IF        | 14 | 9  | 1 | 4  | 50 | 34 | +16 | 19 |
| 3  | Wifsta/Östrands IF | 14 | 8  | 2 | 4  | 52 | 38 | +14 | 18 |
| 4  | Gävle GIK          | 14 | 6  | 3 | 5  | 48 | 51 | −3  | 15 |
| 5  | Strömsbro IF       | 14 | 7  | 1 | 6  | 58 | 73 | −15 | 15 |
| 6  | AIK                | 14 | 5  | 2 | 7  | 45 | 51 | −6  | 12 |
| 7  | Hammarby IF        | 14 | 3  | 2 | 9  | 50 | 71 | −21 | 8  |
| 8  | Alfredshems IK     | 14 | 2  | 0 | 12 | 33 | 49 | −16 | 4  |

## Division I Södra
| Nr | Lag            | S  | V  | O | F  | GM  | IM  | MS  | P  |
| -- | -------------- | -- | -- | - | -- | --- | --- | --- | -- |
| 1  | Djurgårdens IF | 14 | 14 | 0 | 0  | 106 | 26  | +80 | 28 |
| 2  | Västerås IK    | 14 | 9  | 1 | 4  | 65  | 41  | +24 | 19 |
| 3  | Södertälje SK  | 14 | 8  | 0 | 6  | 71  | 57  | +14 | 16 |
| 4  | IFK Bofors     | 14 | 7  | 0 | 7  | 53  | 66  | −13 | 14 |
| 5  | Brynäs IF      | 14 | 5  | 2 | 7  | 67  | 57  | +10 | 12 |
| 6  | Forshaga IF    | 14 | 5  | 2 | 7  | 60  | 66  | −6  | 12 |
| 7  | Gais           | 14 | 3  | 0 | 11 | 46  | 116 | −70 | 6  |
| 8  | Grums IK       | 14 | 2  | 1 | 11 | 41  | 80  | −39 | 5  |

## Svenska mästerskapsserien
Inför slutspelet var Djurgården stora favoriter, men inledningsvis såg det ut som det kanske var möjligt för de andra lagen att besegra dem. I andra omgången lyckades Västerås spela 2–2 mot DIF, en sensation som gav stora rubriker i tidningarna. Västerås låg då lika med DIF i tabelltoppen. I fjärde omgången lyckades även Leksand spela oavgjort 4–4 mot DIF och nu var det Skellefteå som stod på samma poäng som DIF. I den femte omgången kom Djurgården tillbaka med en seger mot Västerås samtidigt som Skellefteå förlorade mot Leksand. Spänningen var över och Skellefteå skulle behöva en storseger där man tog in sexton mål på DIF för att gå om i sista omgången.
| Nr | Lag            | S | V | O | F | GM | IM | MS  | P  |
| -- | -------------- | - | - | - | - | -- | -- | --- | -- |
| 1  | Djurgårdens IF | 6 | 4 | 2 | 0 | 31 | 15 | +16 | 10 |
| 2  | Skellefteå AIK | 6 | 3 | 0 | 3 | 21 | 27 | −6  | 6  |
| 3  | Västerås IK    | 6 | 2 | 1 | 3 | 18 | 22 | −4  | 5  |
| 4  | Leksands IF    | 6 | 1 | 1 | 4 | 20 | 26 | −6  | 3  |

| Hemma \ Borta  | DIF | LIF | SAIK | VIK |
| Djurgårdens IF | —   | 5–3 | 6–1  | 8–2 |
| Leksands IF    | 4–4 | —   | 8–5  | 2–3 |
| Skellefteå AIK | 3–6 | 3–2 | —    | 5–3 |
| Västerås IK    | 2–2 | 6–1 | 2–4  | —   |